# Adrian Moțoc
Pour les articles homonymes, voir Motoc.

a Compétitions nationales et continentales officielles uniquement.

b Matchs officiels uniquement.
Dernière mise à jour le 5 août 2025.
Adrian Moțoc, né le 11 juillet 1996 à Saumur, est un joueur roumain de rugby à XV. Il évolue au poste de deuxième ligne. 

## Biographie
Adrian est issu d'une famille sportive, sa mère Cristina étant une joueuse de handball et son père jouant au rugby. Ce dernier, Marian Moțoc, a également connu la sélection roumaine.

### Carrière en club
Rentré en Roumanie à l'âge de 5 ans, il y joue au Steaua Bucarest. Malgré une blessure grave dans sa prime adolescence, Adrian gravit les échelon du club roumain, récupérant le brassard de capitaine dans les équipes de jeune.
Dès 2014, il signe un pré-contrat avec le Racing 92, qu'il rejoint en 2015, après avoir terminé sa scolarité. Il fait ses débuts avec le club lors de la saison 2017-18, mais c'est au SU Agen qu'il va vraiment s'affirmer, à partir de la saison suivante. En 2020, il s'engage au RC Massy puis au Stade aurillacois une saison plus tard. Il signe au Biarritz olympique en 2022 pour deux saisons puis prolonge son contrat de deux ans supplémentaires.

### Carrière en sélection
Ayant intégré l'Équipe de Roumanie en 2017, il fait ainsi partie du contingent international roumain évoluant en France.
Faisant partie des tout meilleurs joueurs de sa sélection — qui traverse une période difficile à la suite de sa première non-qualification en Coupe du monde — il devient notamment capitaine de la sélection lors d'un match contre les États-Unis le 17 novembre 2018,, à l'âge de 22 ans.